# Jimmy Van Heusen
Jimmy Van Heusen (geboren als Edward Chester Babcock; Syracuse, 26 januari 1913 – Rancho Mirage, 6 februari 1990) was een Amerikaans componist. Hij schreef vooral muziek voor televisieseries en films. In zijn carrière won hij viermaal de Academy Award voor Beste Originele Nummer en een Emmy Award.

## Biografie
Van Heusen werd geboren in Syracuse, New York, als Edward Chester Babcock. Hij begon op de middelbare school reeds met het componeren van muziek. Op 16-jarige leeftijd nam hij de naam Jimmy Van Heusen aan als artiestennaam. Deze naam was een vernoeming naar de beroemde shirtontwerper Phillips-Van Heusen.
Van Heusen studeerde aan het Cazenovia Seminary en de Universiteit van Syracuse. Hier werd hij vrienden met Jerry Arlen, de jongere broer van Harold Arlen. Met zijn hulp schreef Heusen nummers voor de Cotton Club-revue, waaronder Harlem Hospitality. Hierna werd hij pianist voor enkele uitgevers van de Tin Pan Alley, en schreef hij het nummer It's the Dreamer in Me (1938) met teksten van Tommy Dorsey.
Van Heusen werkte samen met Eddie DeLange aan nummers als Heaven Can Wait, So Help Me, en Darn That Dream. In 1940 schreef hij meer dan 60 nummers. Tevens ging hij dit jaar samenwerken met Johnny Burke. Tijdens de Tweede Wereldoorlog diende Van Heusen als testpiloot voor Lockheed Corporation. Na de oorlog vertrokken Van Heusen en Burke naar Hollywood om muziek te gaan componeren voor de filmindustrie en musicals. Hun nummers waren onder ander te horen in A Connecticut Yankee in King Arthur's Court (1949).
In samenwerking met Sammy Cahn schreef Van Heusen de nummers die hem drie van zijn vier Academy Awards opleverden: All the Way (1957) uit The Joker Is Wild, High Hopes (1959) uit A Hole in the Head, en Call Me Irresponsible (1963) uit Papa's Delicate Condition. Hun nummers waren ook te horen in Rear Window (1954), Ocean's Eleven (1960) en Robin and the 7 Hoods (1964). Veel nummers van Cahn en Van Heusen werden titelsongs op de albums van Frank Sinatra in de jaren 1950. Sinatra beschouwde Van Heusen als (enige) vertrouwenspersoon in zijn persoonlijke en artistieke leven.
Van Heusen schreef muziek voor ten minste drie Broadwayproducties:
Carnival in Flanders (1953), Skyscraper (1965), en Walking Happy (1966).
In 1971 kreeg Van Heusen een plaats in de Songwriters Hall of Fame. Eind jaren 70 ging hij met pensioen. Van Heusen stierf op 77-jarige leeftijd in Rancho Mirage. Hij ligt begraven in het Desert Memorial Park, in Cathedral City.

## Prijzen

### Academy Awards
Van Heusen werd in een periode van 12 jaar 14 keer genomineerd voor de Academy Award voor Beste Originele Nummer, waarvan hij er vier won.
Gewonnen
- Swinging on a Star (1944) (tekst door Johnny Burke) voor Going My Way
- All the way (1957) (tekst door Sammy Cahn) voor The Joker Is Wild
- High hopes (1959) (tekst door Sammy Cahn) voor A Hole in the Head
- Call me irresponsible (1963) (tekst door Sammy Cahn) voor Papa's Delicate Condition

Nominaties
- 1945 - Sleighride in July (tekst door Johnny Burke) uit de film Belle of the Yukon.
- 1945 - Aren't you glad you're you (tekst door Johnny Burke) uit de film The Bells of St. Mary's.
- 1955 - (Love is) the tender trap (tekst door Sammy Cahn) geïntroduceerd door Frank Sinatra in de film The Tender Trap.
- 1958 - To Love and Be Loved (tekst door Sammy Cahn) voor de film Some Came Running.
- 1960 - The Second Time Around (tekst door Sammy Cahn) voor de film High Time.
- 1961 - Pocketful of Miracles (tekst door Sammy Cahn) voor de film Pocketful of Miracles.
- 1964 - Where Love Has Gone (tekst door Sammy Cahn) voor de film Where Love Has Gone.
- 1964 - My kind of Town (tekst door Sammy Cahn voor de film Robin and the 7 Hoods.
- 1967 - Thoroughly Modern Millie (tekst door Sammy Cahn) voor de film Thoroughly Modern Millie.
- 1968 - Star (tekst door Sammy Cahn) voor de film Star!.

### Emmy Awards
Van Heusen won in 1955 een Emmy Award voor beste muzikale bijdrage voor het lied Love and Marriage (tekst door Sammy Cahn).

### Overige prijzen en nominaties
Van Heusen werd in 1965 genomineerd voor een Grammy Award voor zijn muziek in de televisieserie Robin and the Seven Hoods.
Hij werd ook genomineerd voor 3 Tony Awards:
- 1966: Beste musical voor Skyscraper
- 1967: Beste musical voor Walking Happy
- 1967: Beste componist voor Walking Happy

Van Heusen werd drie keer genomineerd voor een Golden Globe:
- 1965 - Where Love Has Gone (tekst door Sammy Cahn) voor de film Where Love Has Gone
- 1968 - Thoroughly Modern Millie (tekst door Sammy Cahn) voor de film Thoroughly Modern Millie.
- 1969 - Star (tekst door Sammy Cahn) voor de film Star!.

Hij won in 1955 een Christopher Award voor het lied Love and Marriage.